# Sphaerodactylus graptolaemus
Sphaerodactylus graptolaemus es una especie de geco del género Sphaerodactylus, familia Sphaerodactylidae, orden Squamata. Fue descrita científicamente por Harris y Kluge en 1984.

## Descripción
Puede alcanzar los 65 milímetros de longitud.

## Distribución
Se distribuye por Costa Rica y Panamá.